# Balungao
Balungao est une municipalité de la province de Pangasinan, aux Philippines.